# سيدريك بروكس
سيدريك بروكس (بالإنجليزية: Cedric Brooks)‏ هو عازف ساكسفون جامايكي، ولد في 1943 في كينغستون في جامايكا، وتوفي في 3 مايو 2013 في نيويورك في الولايات المتحدة بسبب نوبة قلبية.

## وصلات خارجية
- سيدريك بروكس على موقع ميوزك برينز (الإنجليزية)
- سيدريك بروكس على موقع أول ميوزيك (الإنجليزية)
- سيدريك بروكس على موقع ديسكوغز (الإنجليزية)